# Cantó de Salanhac e Aivigas
El cantó de Salanhac e Aivigas és un cantó francès del departament de la Dordonya, situat al districte de Sarlat e la Canedat. Té 8 municipis i el cap és Salanhac e Aivigas.

## Municipis
- Archinhac
- Boresa
- Jaiac
- Nadalhac
- Paulinh
- Sent Crespin e Carlucet
- Sent Giniés
- Salanhac e Aivigas

## Història
| Data d'elecció                           | Identitat        | Partit | Qualitat |
| ---------------------------------------- | ---------------- | ------ | -------- |
| 1985-1992                                | Gilbert Fournier | PS     |          |
| 1992-                                    | Serge Laval      | UMP    |          |
| les dades anteriors no són pas conegudes |                  |        |          |
|                                          |                  |        |          |

## Demografia
| 1962  | 1968  | 1975  | 1982  | 1990  | 1999  | 2006  |
| ----- | ----- | ----- | ----- | ----- | ----- | ----- |
| 3.490 | 3.652 | 3.426 | 3.386 | 3.415 | 3.612 | 4.046 |